# Terra Nova (plaats in Newfoundland en Labrador)
Terra Nova is een plaats en gemeente (town) in de Canadese provincie Newfoundland en Labrador. Het kleine dorp ligt in een dunbevolkt deel van oostelijk Newfoundland, net buiten het Nationaal Park Terra Nova.

## Geografie
Terra Nova ligt in het dichtbeboste binnenland van Oost-Newfoundland, op iets meer dan 10 km ten noordwesten van de zeearm Clode Sound. Het dorp ligt een paar kilometer ten westen van het Nationaal Park Terra Nova. De enige toegangsweg tot de plaats is provinciale route 301, een 15 km lange weg die via dat nationaal park de verbinding maakt met de Trans-Canada Highway (NL-1).
De dorpskern ligt geprangd tussen twee grote meren, namelijk Pitts Pond in het zuiden en Terra Nova Lake in het noorden. Dat laatste meer heeft als uitstroom de grote Terra Nova River.
Terra Nova is vrij afgelegen. De twee dichtstbij gelegen plaatsen in rijafstand zijn Charlottetown (26 km) en Traytown (37 km). 

## Geschiedenis

### Beginjaren
In 1892 werd op de dan nog onbewoonde plaats een blokhut gebouwd als een van de section shacks van de volop in aanleg zijnde Newfoundland Railway, de trans-Newfoundlandse spoorweg. In 1894 werd er op de plek een houtzagerij gebouwd. De locatie was hiervoor interessant, niet alleen vanwege de dichte bebossing en bijna afgewerkte spoorweg, maar ook vanwege de ligging tussen twee meren en aan een grote rivier, waardoor hout daarnaast ook over het water kon getransporteerd worden. De plaats ging bekendstaan als Terra Nova, naar de Latijnse naam voor Newfoundland. In 1898 was de belangrijke spoorverbinding die St. John's met Port aux Basques verbond afgewerkt, inclusief een spoorwegstation te Terra Nova.
De houtzagerij ging echter snel failliet, al werden de activiteiten kort na 1901 door een nieuwe firma voortgezet. Behalve de stationschef en zijn gezin waren er in de eerste decennia geen inwoners. Arbeiders kwamen met de trein, net zoals jagers die de locatie prezen voor de jacht op kariboe.

### Bloei
In 1915 werd er een kleinschalig hotel voor spoorwegarbeiders geopend en vanaf die tijd begonnen er ook mensen zich permanent te vestigen in Terra Nova. De plaats was interessant vanwege de jobs als houthakker, als houtzagerij-medeweker of als spoorwegarbeider, met daarenboven veel jagers die de trein erheen namen. In 1924 opende er een eerste school en in 1935 woonden er reeds 64 inwoners.
In 1957 werd een enorm gebied ten oosten van de plaats erkend als een nationaal park dat de naam van het dorp kreeg. Rond die tijd werd ook de Trans-Canada Highway doorheen dat park aangelegd. Deze lag zo'n 15 km ten oosten van de plaats, die ermee verbonden werd via provinciale route 301. 
Eind de jaren 50 telde de plaats al meer dan 200 inwoners. In 1960 kreeg het dorp ook een eigen bestuur doordat de plaats officieel erkend werd als een local government community.

### Achteruitgang
De hoogdagen van de houtkap waren begin jaren 60 echter reeds voorbij. In 1962 werd de houtzagerij gesloten en later datzelfde decennium sloot ook het station, net als de meeste andere aan de Newfoundland Railway, definitief haar deuren. Het spoor werd wel nog voor goederenvervoer gebruikt tot aan de ontmanteling ervan in 1988, waarna de spoorbedding omgevormd werd tot een langeafstandspad (de Newfoundland T'Railway).
Aangezien de TCH zo'n 15 km ten oosten van Terra Nova lag en de belangrijkste sector verdwenen was, was de plaats ineens afgelegen eerder dan goedgelegen. Het gevolg was dat Terra Nova decennialang te maken had met een sterke en onophoudelijke bevolkingsdaling. De plaats die ooit meer dan 200 inwoners telde, had er op haar dieptepunt in 1996 maar 28 meer. In de tweede helft van de 20e eeuw waren immers veel mensen, waaronder gezinnen met kinderen, vertrokken. Veel diensten vielen dan ook weg, waaronder de school die in 1969 sloot, wat als gevolg had dat kinderen sindsdien een 40 km lange busrit moesten afleggen naar Glovertown. De weinigen die bleven hadden werk gevonden in de pluimveesector, er waren immers twee kippenkwekerijen geopend ter compensatie van de weggevallen houtsector.

### Heropleving
Terra Nova groeide uit tot een plaats van vakantiewoningen en tweede verblijvers, met in het toeristisch hoogseizoen tot wel tien keer meer tijdelijke dan permanente inwoners. De plaats ging zich meer en meer toeleggen op dit toerisme, waar ze haar ligging bij het nationaal park kon uitspelen. De plaats bleef populair bij jagers, evenals vanwege de sneeuwmobielroutes en de meren waarop met plezierbootjes kan gevaren worden. In de 21e eeuw is het plaatsje mede vanwege dit toerisme geleidelijk aan opnieuw beginnen groeien, met opnieuw bijna honderd permanente inwoners volgens de volkstelling van 2021.

## Demografie
Volgens de volkstelling van 2021 telde Terra Nova 99 inwoners. Het dorp telde toen 164 woningen, waarvan er 52 permanent bewoond waren. De overgrote meerderheid van de inwoners had het Engels als moedertaal. Zo'n 5% van de inwoners had het Frans als moedertaal, met zo'n 20% die die taal machtig was.

### Demografische ontwikkeling
| Demografische ontwikkeling van Terra Nova tussen 1935 en 2021                          |
| -------------------------------------------------------------------------------------- |
|                                                                                        |
| Bron: Statistics Canada (1935, 1945, 1951–1986, 1991–1996, 2001–2006, 2011–2016, 2021) |